# 720 Bohlinia
720 Bohlinia este un asteroid din centura principală, descoperit pe 18 octombrie 1911, de Franz Kaiser.